# Затерянный мир (телесериал)
«Затерянный мир» (англ. The Lost World) — приключенческий телевизионный сериал по мотивам одноимённого произведения Артура Конана Дойла, транслировавшийся с 1999 по 2002 год. Всего вышло три сезона, съёмки четвёртого были отменены из-за нехватки средств.

## Сюжет
На заре XX века (как позже выяснилось, в 1919 г.) группа британских искателей приключений отправляется в экспедицию, цель которой — доказать существование изолированного мира. На воздушном шаре над тропическими лесами Амазонии летят руководитель экспедиции — мечтатель и учёный профессор Джордж Челленджер, — его именитый коллега профессор Артур Саммерли, наследница состояния Маргерет Кру, опытный охотник лорд Джон Ричард Рокстон и отважный репортер Эдвард Т. Мелоун. Их шар терпит крушение, и теперь они изолированы от внешнего мира на неизведанном плато, где выживают доисторические существа. Группе помогает Вероника Лейтон, эдакий женский вариант Тарзана — молодая женщина, которая хорошо ориентируется в джунглях. Одиннадцатью годами ранее исследовательская группа, в которую входили её родители, исчезла при загадочных обстоятельствах.
Застрявшие в дикой стране и очарованные её немыслимой красотой, герои пытаются выжить, борясь против хищных динозавров, злобных неандертальцев, расы людей-ящеров и других опасностей, и найти путь домой. В каждом эпизоде подробно описаны два отдельных одновременных приключения.

## В ролях
- Питер Маккоули — профессор Джордж Эдвард Челленджер
- Майкл Синельников — профессор Артур Саммерли
- Уилл Сноу — лорд Джон Рокстон
- Рэйчел Блэйкли — мисс Маргарит Кру
- Дэвид Орт — Нэд Мелоун, репортер
- Дженнифер О'Делл — Вероника Лейтон
- Лара Кокс — Финн
- Лаура Васкес — Ассай